# 마르크 라발로마나나
마르크 라발로마나나(말라가시어: Marc Ravalomanana, 1949년 12월 12일 ~ )는 마다가스카르의 전 대통령이었다.

## 일생

### 사업
메리나족 출신으로, 어릴 적 요구르트 장사를 했다. 그런데 이 요구르트가 대단한 인기를 끌었고, 티코라라는 이름의 회사를 세우게 된다. 티코라는 마다가스카르 최고의 일용품 제조 회사가 되었고, 그는 부자가 되었다.

### 정계에서
1999년 안타나나리보 시장 선거에 출마하게 된다. 그 기간 동안, 그는 청소로 자원봉사를 하게 된다. 이 인기로 당선된다.
2001년 디디에 라치라카 하에서 마다가스카르를 사랑해(TIM) 정당의 대통령 후보로 출마하게 된다. 그는 대선으로 미국 대통령 프랭클린 루즈벨트를 모델로 하여금 다음과 같은 조건을 내걸었다.
- 경제 부흥
  - 외국인 투자 증대
  - 공공 투자 증대
- 빈민층 구제
- 라치라카 정권의 부정·부패 척결

그는 두려울 것 없다. 내가 믿는 것도 좋다를 내걸었다.
2002년 4월 대법원 판결에 따라 승리의 조짐을 보이기 시작한다. 그런데 라치라카가 게릴라 운동을 벌이며 방해를 하자, 유엔은 라치라카를 프랑스로 퇴위시킬 것을 받아들였다. 그 후 라발로마나나는 발전을 위해 노력하게 된다.

## 그러나
그는 안드리 라조엘리나를 안타나나리보 시장직에서 퇴출시켰기 때문에, 끝내 반정부 시위가 일어나고 말았다.
결국 3월 17일 라발로마나나를 쫓아내고 라조엘리나가 집권하게 된다.
| 전임 디디에 라치라카 | 마다가스카르의 대통령 2002년 ~ 2009년 | 후임 안드리 라조엘리나 |